# Kučava
Kučava, dříve česky Kučova Německá (ukrajinsky Кучава, dříve Німецька Кучава, maďarsky Németkucsova), je vesnice v obci Vyšný Koropec, ve vesnické komunitě Vyšný Koropec (ukrajinsky Верхній Коропець), v mukačevském okrese Zakarpatské oblasti Ukrajiny. V roce 2025 zde žilo 293 obyvatel.